# Theclinesthes miskini
Espèce
Theclinesthes miskini est une espèce de lépidoptères de la famille des Lycaenidae. Elle est originaire de l'écozone australasienne.

## Description
L'imago a une envergure d'environ 20 mm. Le dessus des ailes est bleu pâle avec des franges brunes et blanches, et les femelles ont une large bande marginale sombre. Elles ont aussi une série de lunules submarginales blanches sur les ailes postérieures. Le dessous des ailes est fauve avec plusieurs marques blanches.
Les chenilles sont vert foncé ou brunes avec une bande dorsale foncée et des stries diagonales pâles.

## Répartition
Theclinesthes miskini se rencontre notamment en Australie, en Nouvelle-Guinée et en Indonésie,.

## Écologie
Les chenilles se nourrissent de feuilles de la famille des Fabaceae : Paraserianthes lophantha, Sesbania cannabina, Acacia anceps, A. auriculiformis, A. flavescens, A. pycnantha, A. salicina, A. saligna, A. tetragonophylla, A. harpophylla, A. holosericea, A. neriifolia, A. victoriae ; mais aussi Alectryon diversifolius, Atalaya variifolia, Hakea vittata et Corymbia polycarpa. Les jeunes plants sont préférables aux vieux feuillages.
Les chenilles cohabitent généralement avec des fourmis vertes ou noires du genre Iridomyrmex, Ochetellus, Calomyrmex, Camponotus, Notoncus, Paratrechina ou Polyrhachis.

## Sous-espèces
Selon Funet :
- Theclinesthes miskini miskini — Australie : de Cairns à Moruya, Territoire du Nord.
- Theclinesthes miskini gaura (Doherty, 1891) — Est de l'Indonésie.
- Theclinesthes miskini arnoldi (Fruhstorfer, 1916) — Archipel Bismarck.
- Theclinesthes miskini eucalypti Sibatani & Grund, 1978 — Queensland, Île Thursday, Cap York.
- Theclinesthes miskini brandti Sibatani & Grund, 1978 — Îles de l'Amirauté.
- Theclinesthes miskini feminalba Sibatani & Grund, 1978 — Nouvelle-Guinée.